# Daniel Greaves
Daniel Greaves (* 1959 in Woburn, England) ist ein britischer Drehbuchautor, Regisseur, Filmproduzent und Animator.

## Leben
Greaves studierte zwischen 1977 und 1980 Animation am West Surrey College of Art. Nach seinem Abschluss arbeitete er zunächst für verschiedene Filmstudios in London, 1986 gründete er mit Nigel Pay die Filmproduktionsgesellschaft Tandem Films. Ihre erste Produktion, der Kurzfilm Manipulation aus dem Jahr 1991 wurde mit dem Oscar ausgezeichnet. Flatworld und Little Things wurden jeweils für den BAFTA Film Award nominiert.
Greaves ist daneben auch als Regisseur von Fernsehwerbespots tätig und arbeitete unter anderem für Schweppes, British Airways und Expedia.

## Filmografie (Auswahl)
- 1985: Rupert and the Frog Song
- 1991: Manipulation
- 1997: Flatworld
- 2001: Rockin’ & Rollin’
- 2004: Little Things

## Auszeichnungen (Auswahl)
- 1992: Oscar für Manipulation
- 1998: BAFTA-Film-Award-Nominierung für Flatworld
- 2005: BAFTA-Film-Award-Nominierung für Little Things